# タイガー立石
タイガー立石（タイガー たていし、1941年12月20日 - 1998年4月17日）は、日本の画家、漫画家、絵本作家、陶芸家。本名、立石紘一（たていし こういち）。福岡県田川市出身。

## 来歴・人物
筑豊の伊田町（現福岡県田川市）に生まれる。戦後復興から高度成長期の時代に少年期を過ごし、映画や昭和歌謡などに囲まれて過ごした。武蔵野美術短期大学への進学・上京を期に美術活動を開始する。最初は本名で活動し、1963年の読売アンデパンダン展でデビュー。画家中村宏と「観光芸術協会」を結成、わずか2年で解散するも中村とともにアバンギャルドな作風と活動方針（雑踏の中で自作を掲げて歩く路上歩行展など）で一時代を築いた。この時代の立石は和製ポップアートの先駆けと評される。
1965年、タイガー立石のペンネームで漫画を書き始め、ナンセンス漫画の連載を持つまでに到る。公私に渡り関わりが深かった赤塚不二夫に影響されたギャグタッチの作品を多く残した。ペンネーム・タイガーの由来は立石が寅年生まれだからで、生涯美術作品にも虎をモチーフにしたものが少なくなかった。

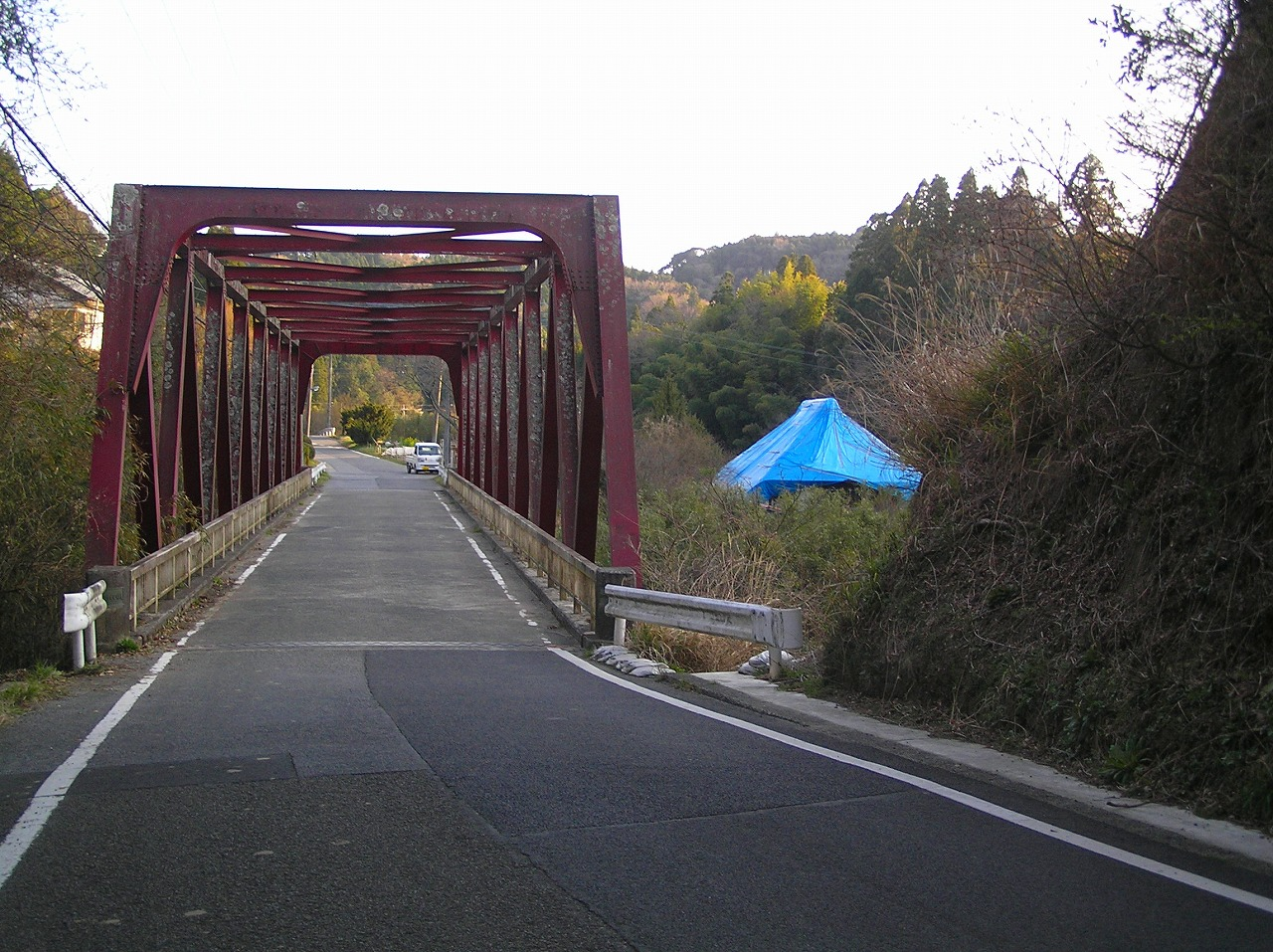
1995年に移住した養老渓谷のアトリエ兼住居 - 以前は好事家が「明治資料館」として開業していた。1988年にはつげ義春が資料館を訪れ『貧困旅行記』（1991年発刊）に書いている。

1969年3月、妻とイタリアミラノへ移住。「環境を変えることこそが創作意欲を刺激する。ひとところへの安住・現状への満足は拒否」という立石のスタンスは、生涯最後まで貫かれたモットーであった。なお、立石はイタリア以外の国も含め計13年間ヨーロッパ滞在・活動継続したが、この間イタリアでは、コマ割り絵画（漫画のコマ割りだけでなくストーリー性も持ち込んだ）を発表、また美術・商業双方の建築・デザイン・イラストレーションなどの実績を積んだ。1971年にはオリベッティ社配下のエットレ・ソットサスのデザイン研究所に在籍している。
1982年に帰国。その理由は「安住への拒否」であった。1985年から千葉県市原市を拠点に活動を再開し、絵画や作陶を立石大河亞（たていし たいがあ）、漫画や絵本はタイガー立石の名前で発表した。1990年代には陶彫を開始、1995年に養老渓谷にアトリエ兼住居を移した。
1998年4月、肺がんのため、56歳で死去。

## その他
- 作品には署名のかわりにペンローズの三角形を描いた[3]。
- 1960年代に流行した「ニャロメ」という言葉は、立石の造語である[1]。この言葉は赤塚不二夫の漫画にも登場する[4]。

## 作品
- 『虎の巻』工作舎、1982年／新思索社、1983年、ISBN 4783510873
- 『コンニャロ+デジタル商会 : タイガー立石作品集』筑摩書房  1983年
- 『思索ナンセンス選集8 タイガー立石のデジタル世界』思索社、1985年
- 『さかさまさかさ』野崎昭弘 文,タイガー立石 絵 福音館書店  1989年(たくさんのふしぎ傑作集)
- 『はてなし世界の入口』森毅, 木幡寛 文,タイガー立石 絵 福音館書店  1990年(たくさんのふしぎ傑作集)
- 『昭和素敵大敵』　1990年、田川市美術館収蔵（立石大河亞名義）
- 『ままですすきですすてきです』谷川俊太郎 文,タイガー立石 絵 福音館書店  1992(幼児絵本シリーズ)
- 『すてきにへんな家』　福音館書店　1992年(たくさんのふしぎ傑作集) 、ISBN 4834011275
- 『ぐにゃぐにゃ世界の冒険』瀬山士郎 文,タイガー立石 絵 福音館書店  1992年(たくさんのふしぎ傑作集) 、ISBN 4834011216
- 『アナログ?デジタル?ピンポーン!』野崎昭弘 文,タイガー立石 絵 福音館書店  1994(たくさんのふしぎ傑作集)
- 『立石大河亜1963-1993展 : 筑豊・ミラノ・東京、そして… 』田川市美術館 編 田川市美術館  1994
- 『トトとポンチョ』福音館書店  1996(おおきなポケットまんが館)
- 『DE CHIRICO』 1996年,陶器製の立体作品。
- 『アンデスアンデスの汽車』 1998年(遺作)
- 『顔の美術館』福音館書店  1998(たくさんのふしぎ傑作集)
- 『とらのゆめ』　福音館書店<こどものとも傑作集>、1999年、ISBN 4834015807　／　ビリケン出版  2008年
- 『立石大河亞展 : The endless tiger』立石大河亞 [画],田川市美術館 編 田川市美術館  1999
- 『「メタモルフォーゼ・タイガー立石大河亞と迷宮を歩く」展』品川文化振興事業団O美術館 編 品川文化振興事業団O美術館  1999
- 『タイガー立石と絵本展』田川市美術館 編 田川市美術館  2003年
- 『TRA』工作舎、2010年　ISBN 9784875024255
- 『ムーン・トラックス──タイガー立石のコマ割り絵画劇場』工作舎、2014年　ISBN 978-4-87502-461-3
- 『思いこみマジック = THE LOGIC OF MAGIC TRICKS』　瀬尾政博 文,タイガー立石 絵 福音館書店  2014(たくさんのふしぎ傑作集)
- 『世界が妙だ! = The world is strange! : 立石大河亞 + 横山裕一の漫画と絵画』　立石大河亞, 横山裕一 [画] 広島市現代美術館  2016

## 展覧会（回顧展）
- 「立石紘一 積算文明展」（銀座サトウ画廊、1964年）
- 「立石大河亞1963－1993 筑豊・ミラノ・東京、そして…」（田川市美術館、1994年）
- 「メタモルフォーゼ・タイガー 立石大河亞と迷宮を歩く」（Ｏ美術館、1999年）
- 「立石大河亞展　THE ENDLESS TIGER」（田川市美術館、1999年）
- 「Tokyo 1955–1970: A New Avant-Garde」(The Museum of Modern Art、ニューヨーク、2013)
- 「立石大河亞：タイガードラマの迷宮」（青森県立美術館、2015）
- 「世界が妙だ！立石大河亞+横山裕一の漫画と絵画」（広島市現代美術館、2016）
- 「パロディ、二重の声ーー日本の一九七〇年代前後左右」（東京ステーションギャラリー、2017）
- 「大・タイガー立石展」（千葉市美術館/青森県立美術館/高松市美術館/埼玉県立近代美術館/うらわ美術館を巡回、2021-2022年）[5][6][7][8]